# Zélé (1764)
Le Zélé est un navire de guerre français , en service de 1763 à 1806. C'est un navire de ligne de 74 canons de la Marine royale française. Il est financé par un don du Régisseur général des finances . 

## Carrière
Le 6 juillet 1779, Il participe à la bataille de Grenade en tant que membre de l'Avant-garde. Sous Bruyères-Chalabre, Il fait partie du blocus français lors du siège de Savannah en 1779. 

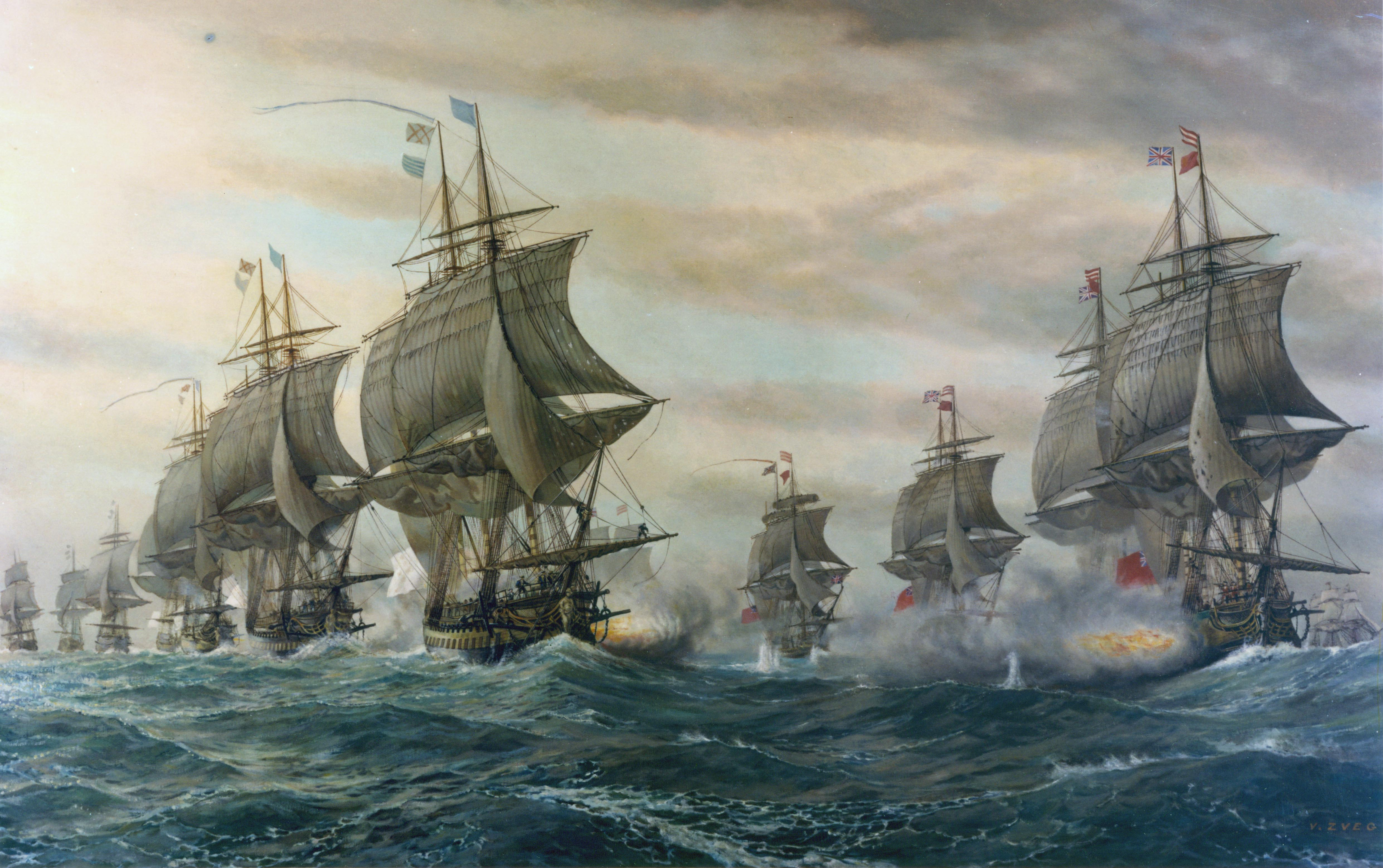
Bataille de Chesapeake, le 5 septembre 1781 (1962) Le Ville de Paris et l’Auguste.

En 1781 et 1782, il fait partie de la flotte du comte de Grasse lors des opérations navales de la guerre d'indépendance américaine . Il participe notamment à la bataille de Chesapeake le 5 septembre 1781  sous le commandement de Charles-René de Gras-Préville.  Lors de la bataille, le navire fait partie de l'escadre bleue du comte de Monteil et embarque à son bord les jeunes Luc-Julien-Joseph Casabianca et François-Paul de Brueys d’Aigaïlliers.
Lors de la bataille des Saintes, dans la nuit du 11 au 12 avril 1782, le Zélé entre en collision avec le Ville de Paris. Le Zélé est endommagé et doit être remorqué jusqu'à la Martinique pour y être réparé.  Cet événement a participé à la désorganisation française et la défaite lors de la bataille . 
Le Zélé est démantelé en mai 1806. 

## Citations
1. ↑  Le ratio habituel, sur tous les types de vaisseau de guerre au XVIIIe siècle est d'en moyenne 10 hommes par canon, quelle que soit la fonction de chacun à bord. C'est ainsi qu'un 100 canons emporte 1 000 hommes d'équipage, un 80 canons 800 hommes, un 74 canons 740, un 64 canons 640, etc. L'état-major est en sus. Cet effectif réglementaire peut cependant varier considérablement en cas d'épidémie, de perte au combat ou de manque de matelots à l'embarquement. Acerra et Zysberg 1997, p. 220.
2. 1 2  Roche (2005), p. 223.
3. ↑  Gardiner (1905), p. 121.
4. 1 2  Contenson (1934), p. 186.
5. ↑  Lacour-Gayet (1910), p. 635.
6. ↑  Troude (1867), p. 149.